# Фунао
Фунао (јап. 浅口郡) Asakuchi-gun је варош која се налази у области Асакучи, у префектури Окајама, Јапан. 
2003. године, у вароши Фунао живело је 7.393 становника и густину насељености од 682.01 становника по км². Укупна површина вароши је 10,84 km².
Дана 1. августа 2005. године, Фунао, заједно са вароши Маби (из области Киби), су спојена у проширени град Курашики. 